# Junonia cytora
Junonia cytora is een vlinder uit de familie Nymphalidae. De wetenschappelijke naam van deze soort werd voor het eerst voorgesteld door Edward Doubleday in een publicatie uit 1847.
De soort komt voor in Guinee, Sierra Leone, Liberia, Ivoorkust, Ghana, Togo en Benin.